# COFCO Group
COFCO (nome completo: China Oil and Foodstuffs Corporation) é uma holding estatal chinesa de processamento de alimentos. O Grupo COFCO é o maior processador, fabricante e comerciante de alimentos da China. É também um dos principais grupos de agronegócios da Ásia, ao lado da Wilmar International.
Sua sede está localizada no COFCO Fortune Plaza (中 粮 福临 门 大厦) no distrito de Chaoyang, Pequim.

## História
Fundada em 1949, é uma das maiores empresas estatais sob a supervisão direta da SASAC. Entre 1952 e 1987, foi o único importador e exportador de produtos agrícolas operando sob controle direto do governo central. Em 2007, a COFCO tinha pouco mais de 60.000 funcionários em vários locais na China, bem como operações no exterior em países como Japão, EUA, Reino Unido, Austrália e Canadá.
Além do negócio de alimentos, a COFCO se desenvolveu em um conglomerado diversificado, envolvendo plantio, cultivo, processamento de alimentos, finanças, armazenamento, transporte, instalações portuárias, hotéis e imóveis. É uma das 500 maiores empresas do mundo segundo a revista Fortune dos Estados Unidos.